# Рушково (Росія)
Рушково (рос. Рушково) — присілок в Красногородському районі Псковської області Російської Федерації.
Населення становить 1 особу. Входить до складу муніципального утворення Погранична волость .

## Історія
Від 2015 року входить до складу муніципального утворення Погранична волость .

## Населення
| 2001 | 2002 | 2010 |
| ---- | ---- | ---- |
| 1    | →1   | ↘0   |